# Trentino Cup 2009
Il Torneo Trentino Cup 2009 si è svolto dal 25 al 27 luglio 2009.

Gli incontri si sono svolti nella città di Trento nell'omonimo impianto.

## Squadre partecipanti
1. Canada
2. Italia
3. Nuova Zelanda
4. Portogallo

## Risultati
Prima giornata
| Trento 25 luglio 2009 | Nuova Zelanda | 98 – 91 | Portogallo | PalaTrento |

| Trento 25 luglio 2009 | Italia | 91 – 69 | Canada | PalaTrento |

Seconda giornata
| Trento 26 luglio 2009 | Portogallo | 55 – 74 | Canada | PalaTrento |

| Trento 26 luglio 2009 | Italia | 88 – 70 | Nuova Zelanda | PalaTrento |

Terza giornata
| Trento 27 luglio 2009 | Canada | 90 – 68 | Nuova Zelanda | PalaTrento |

| Trento 27 luglio 2009 | Italia | 83 – 72 | Portogallo | PalaTrento |

## Classifica
| Pos. | Team          | Punti |
| ---- | ------------- | ----- |
| 1    | Italia        | 6     |
| 2    | Canada        | 4     |
| 3    | Nuova Zelanda | 2     |
| 4    | Portogallo    | 0     |